# Jerry Manock
Jerrold Clifford Manock (21 de fevereiro de 1944) é um projetista de produtos estadunidense. Trabalhou pra a Apple de 1977 a 1984, contribuindo para o desenvolvimento industrial do Apple II, Apple III e versões compactas prévias do Macintosh.